# D-fect
D-fect je třetí studiové album švýcarské thrash/groovemetalové kapely GurⱭ. Vydáno bylo v roce 1996 hudebním vydavatelstvím Century Media Records. Tato velká vydavatelská firma podepsala krátce před vydáním s kapelou smlouvu (dříve Gurd vydali své první dvě desky Gurd a Addicted u Major Records). Album bylo nahráno ve studiu Woodhouse v německém městě Hagen pod producentskou taktovkou Waldemara Sorychty.

## Seznam skladeb
1. What Do You Live For – 4:47
2. No Sleep – 3:12
3. We've Been Told – 3:28
4. Fever Of Pain – 3:19
5. Bullshit – 3:07
6. Human Existence – 3:32
7. Go-Go-Go – 2:53
8. Look Away – 4:36
9. This Place – 3:52
10. Read My Lips – 3:35
11. Think – 3:14
12. Heaven Sent – 3:18
13. Lose Myself – 3:56

## Sestava
- V.O. Pulver – vokály, kytara
- Philippe Strübin – kytara, vokály
- Tobias Roth – bicí
- Marek Felis – baskytara, vokály